# Per Sandström
Per Sandström (* 11. Januar 1981 in Borås) ist ein ehemaliger schwedischer Handballtorwart, der zuletzt für den Erstligisten IK Sävehof spielte.

## Karriere

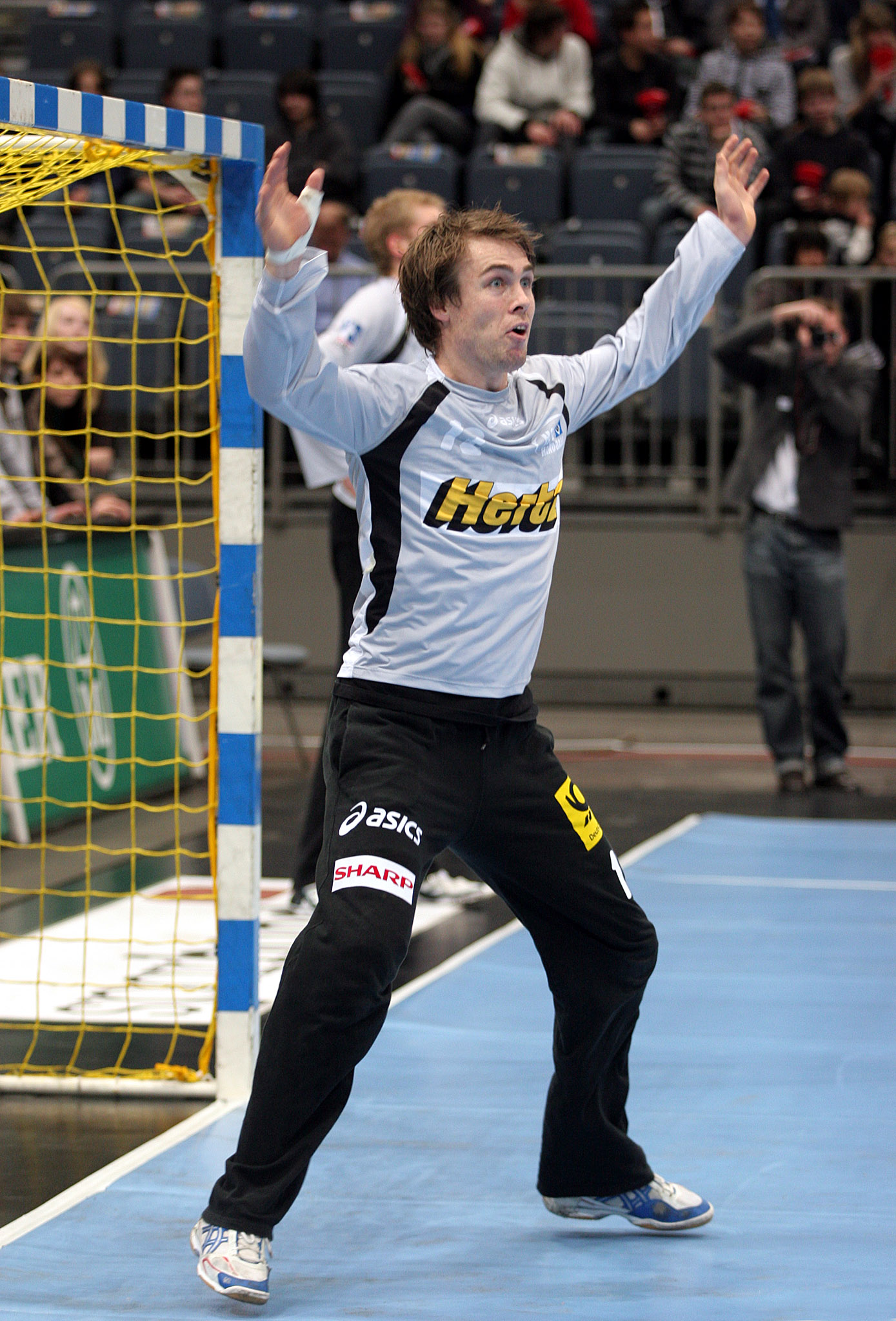
Per Sandström (2008)

Per Sandström begann mit neun Jahren mit dem Handballspielen. Nachdem er anfänglich Feldspieler war, wechselte er nach etwa vier Jahren wegen Torhütermangels in seiner Mannschaft ins Tor.
Im Sommer 2006 wechselte Sandström vom schwedischen Verein IK Sävehof, mit dem er 2004 und 2005 die schwedische Meisterschaft gewann, zum HSV Hamburg. Mit dem HSV gewann er in seiner ersten Saison den Supercup und den Europapokal der Pokalsieger. 2009 und 2010 errang Sandström mit dem HSV zwei weitere Male den Supercup, 2011 wurde er schließlich Deutscher Meister. Zur Saison 2011/12 wechselte er zum Ligarivalen MT Melsungen. Im Juni 2015 endete sein Vertrag bei MT Melsungen. Anschließend schloss er sich IK Sävehof an. Nach der Saison 2017/18 beendete er seine Karriere.
Für die schwedische Nationalmannschaft bestritt er 57 Länderspiele und stand im erweiterten Aufgebot zur Europameisterschaft 2010.

## Erfolge
- Europapokal der Pokalsieger 2007
- DHB-Supercup 2006, 2009, 2010
- Schwedischer Meister 2004, 2005
- DHB-Pokalsieger 2010
- Deutscher Meister 2011